# Kevin Reynolds
Kevin Hal Reynolds, född 17 januari 1952 i San Antonio i Texas, är en amerikansk filmregissör och manusförfattare. Han har bland annat regisserat Robin Hood: Prince of Thieves (1991) och Waterworld (1995).

## Filmografi i urval
- 1984 – Röd gryning (manus)
- 1991 – Robin Hood: Prince of Thieves (regi)
- 1993 – Rapa Nui - jordens mittpunkt (manus och regi)
- 1995 – Waterworld (regi)
- 1997 – 187 (regi)
- 2002 – Greven av Monte Cristo (regi)
- 2006 – Tristan & Isolde (regi)
- 2016 – Risen (manus och regi)